# 내야수
내야수(內野手, Infielder)란 야구 또는 소프트볼에서 내야의 수비를 담당하는 선수를 말한다. 내야수에는 1루수, 2루수, 3루수, 유격수가 있다. 엄밀한 의미에서는 투수와 포수도 내야수에 포함된다.

## 같이 보기
- 외야수